# Le Bourget-du-Lac
Le Bourget-du-Lac é uma comuna francesa na região administrativa de Auvérnia-Ródano-Alpes, no departamento da Saboia. Estende-se por uma área de 20.05 km². Em 2010 a comuna tinha 5 118 habitantes (densidade: 255,3 hab./km²).